# هايلو ميكونن
هايلو ميكونن (بالإنجليزية: Hailu Mekonnen) هو عداء مسافات طويلة ومتوسطة إثيوبي ولد في يوم 4 أبريل 1980 في أرسي. أبرز إنجازاته هو فوزه بالميدالية الذهبية في الألعاب الأفريقية 1999 في جوهانسبرغ في سباق 1500 متر. كما فاز بالميدالية الفضية في الألعاب الأفريقية 2003 في أبوجا.

## روابط خارجية
- هايلو ميكونن على موقع الاتحاد الدولي لألعاب القوى (الإنجليزية)
- هايلو ميكونن على موقع أوليمبيديا (الإنجليزية)